# Namegawa
Namegawa (jap. 滑川町 Namegawa-machi) – miasto w Japonii, na wyspie Honsiu, w prefekturze Saitama. Według danych na rok 2020 miejscowość zamieszkiwało 19 732 mieszkańców , a gęstość zaludnienia wyniosła 664,8 os./km².